# إدوين فرديناند لي
إدوين فرديناند لي (بالإنجليزية: Edwin Ferdinand Lee)‏ هو قسيس و لاهوتي أمريكي و مبشر مسيحي ميثودي مارس التبشير المسيحي في بلدان عدة من جنوب آسيا مثل إندونيسيا ، الفلبين ، ماليزيا و سنغافورة .

## حياته
ولد في 10 يوليو 1884 في Eldorado Township, Benton County, Iowa ‏ في الولايات المتحدة، وتوفي في 14 سبتمبر 1948.

## عمله
مبشر مسيحي ميثودي مارس التبشير المسيحي في بلدان عدة من جنوب آسيا مثل إندونيسيا ، الفلبين ، ماليزيا و سنغافورة .